# Christophe Geebelen
Christophe Geebelen (Bree, 12 maart 1978) is een voormalige Belgische voetballer. Hij is een spits die bij het Nederlandse VVV en diverse profclubs in België heeft gespeeld.

## Statistieken
| Seizoen | Club                   | Land      | Competitie                 | Wed. | Goals |
| ------- | ---------------------- | --------- | -------------------------- | ---- | ----- |
| 1996/97 | Patro Eisden           | België    | Tweede klasse              | 8    | 0     |
| 1997/98 | Patro Eisden           | België    | Tweede klasse              | 23   | 9     |
| 1998/99 | Maasland Maasmechelen  | België    | Tweede klasse              | 30   | 6     |
| 1999/00 | Maasland Maasmechelen  | België    | Tweede klasse              | 33   | 18    |
| 2000/01 | KV Mechelen            | België    | Eerste klasse              | 15   | 4     |
| 2001/02 | KFC Verbroedering Geel | België    | Tweede klasse              | 12   | 4     |
| 2002/03 | VVV                    | Nederland | Eerste divisie             | 20   | 4     |
| 2003/04 | KFC Verbroedering Geel | België    | Tweede klasse              | 26   | 7     |
| 2004/05 | KVK Tienen             | België    | Derde klasse B             | 29   | 11    |
| 2005/06 | KVK Tienen             | België    | Derde klasse B             | 30   | 21    |
| 2006/07 | KVK Tienen             | België    | Tweede klasse              | 33   | 10    |
| 2007/08 | KVK Tienen             | België    | Tweede klasse              | 22   | 3     |
| 2008/09 | KSK Hasselt            | België    | Vierde klasse C            | -    | -     |
| 2009/10 | KVK Wellen             | België    | Eerste provinciale Limburg | -    | -     |